# The Man Comes Around
The Man Comes Around è un brano musicale del cantautore country Johnny Cash. È la title track dell'album American IV: The Man Comes Around pubblicato nel 2002 dalla American Recordings.

## Il brano
Multitudes are marchin' to the big kettledrum/
Voices callin', voices cryin' / 
Some are born and some are dyin'»
molti di loro stanno marciando verso il grande tamburo /
Voci che chiamano, voci che piangono /
Alcuni nascono e altri muoiono»
(Johnny Cash, The Man Comes Around)
La canzone era stata composta da Cash qualche anno prima; tuttavia, egli la rielaborò appositamente per l'album. Si tratta di una delle ultime canzoni incise dall'artista prima della morte. In parte cantata ed in parte recitata, la canzone include numerosi riferimenti biblici, specialmente all'Apocalisse di Giovanni. Proprio in riferimento a questa tematica, è contenuta nella colonna sonora del film L'alba dei morti viventi, remake di Zombi di George A. Romero.
Delle quindici tracce presenti sull'album, solamente tre furono composte da Cash, e The Man Comes Around fu l'unica canzone appositamente scritta per esso.
Per la composizione del brano, Cash si ispirò ad un sogno che aveva fatto nel quale la regina Elisabetta II lo aveva paragonato a "un albero irto di spine in un turbine". Catturato dall'immagine del sogno, Cash si chiese se l'espressione fosse un riferimento biblico e trovò una frase simile nel Libro di Giobbe.